# Tvättbjörn
Tvättbjörn, även sjubb eller nordamerikansk tvättbjörn (Procyon lotor), är ett medelstort däggdjur, och den största arten inom familjen halvbjörnar. Den mäter ungefär 70 cm och väger som fullvuxen vanligtvis cirka 9 kg. Den är till största delen en nattaktiv allätare som lever på växter, ryggradslösa djur, fisk, kräldjur, mindre däggdjur och fågelägg. Den har gråaktig päls med tät underull. Två av dess mest distinkta karaktärsdrag är dess tydliga mörka ansiktsmask och att den är så fingerfärdig med sina framtassar. Den har gott minne och kan upprepa komplicerade uppgifter efter lång tid.
Den levde ursprungligen i mellersta och norra Amerika i löv- och blandskog, men dess goda anpassningsförmåga har gjort att den spridit sig till bergsområden, kustnära våtmarker och urbana miljöer. Sedan mitten av 1900-talet finns det även introducerade populationer i Japan, mellersta Europa och i Kaukasus, vilka härstammar från pälsfarmer. 
Det svenska trivialnamnet har den fått utifrån sin vana att doppa sin föda i vatten, som om den tvättade den, när den i själva verket letar efter föda i vattnet.
Tvättbjörnen är sedan 2016 listad på EU:s förteckning över invasiva främmande arter, vilket innebär att den är förbjuden att hållas, importeras, säljas, födas upp, transporteras, kommersialiseras eller avsiktligt släppas ut i naturen i hela Europeiska unionen. Tvättbjörnen har ett utvecklat socialt beteende och lever inte ensam, som man trodde tidigare, utan ofta i mindre grupper. Revirstorleken varierar starkt, mellan 3 hektar för honor i urbana områden och 50 kvadratkilometer för hanar på prärien. Efter dräktigheten, som varar i ungefär 65 dagar, föder honan en till fem ungar per kull. Även om tvättbjörnar i fångenskap har varit kända för att leva i över 20 år, är deras förväntade livslängd i naturen bara 1,8 till 3,1 år. De flesta tvättbjörnar dör tidigt på grund av jakt, svält, trafikolyckor och andra faror.

## Systematik

### Taxonomi
Tvättbjörnen beskrevs taxonomiskt första gången 1758 av Carl von Linné i tionde upplagan av hans Systema Naturae. Han beskrev arten som Ursus lotor och placerade därmed tvättbjörnen i björnsläktet Ursus. 1780 beskrev Storr släktet Procyon dit han förde tvättbjörnen. Procyon kommer från de grekiska orden προ-, "före" och κύων som betyder "hund", och artepitetet "lotor" är latin för "tvättare". Det är inte klarlagt om släktnamnet Procyon ska tolkas som "hundliknande" eller om det syftar på stjärnbilden Lilla hunden (Procyon) som en hänvisning till tvättbjörnens nattaktiva vanor. Artepitetet och det svenska trivialnamnet "tvättbjörn" har den fått på grund av sin vana att doppa sin föda i vatten, som om den tvättade den, när den i själva verket letar efter föda i vattnet .

### Evolution
Utifrån fossil funna i Frankrike och Tyskland antas familjen halvbjörnar ha uppkommit för ungefär 25 miljoner år sedan, under yngre oligocen i Europa. Likheter i skallens och tändernas konstruktion tyder på att halvbjörnar och mårddjur har en gemensam anfader men molekylärgenetiska undersökningar indikerar ett närmare släktskap mellan halvbjörnar och björnar. För cirka 6 miljoner år sedan vandrade tvättbjörnens förfäder över den region som idag täcks av Berings hav. Därefter hade familjen troligen sitt starkaste fäste i Centralamerika. Möjligen bildades dagens näsbjörnar (Nasua och Nasuella) och tvättbjörnar (Procyon) för 5,2 till 6,0 miljoner år sedan från en art i släktet Paranasua, vilket skulle förklara flera morfologiska likheter. En genetisk analys från 2006 betraktar däremot tvättbjörnar och cacomixtler (Bassariscus) som systertaxon. Medan de flesta medlemmar av familjen, som den krabbätande tvättbjörnen (Procyon cancrivorus), stannade kvar i södra Amerikas tropiska och subtropiska delar, vandrade tvättbjörnens förfäder för cirka 2,5 miljoner år norrut. De äldsta fossilen av tvättbjörn i Nordamerika har hittats vid Great Plains och dateras till mellersta pliocen.

### Underarter
Fem populationer av tvättbjörn, som förekommer endemiskt på centralamerikanska och karibiska öar, kategoriserades först som självständiga arter. Morfologiska och genetiska studier indikerade att merparten av dessa taxon bättre borde beskrivas som underarter av den nordamerikanska tvättbjörnen, vilket också skedde i standardverket Mammal Species of the World från 2005. Enda undantaget är cozumeltvättbjörnen (Procyon pygmaeus) som kännetecknas av påfallande små tänder. Utöver dessa två arter omfattar släktet tvättbjörnar (Procyon) även den sydamerikanska krabbätande tvättbjörnen (Procyon cancrivorus).
De fyra isolerade ölevande underarterna är:
- Procyon lotor insularis - endemisk för Islas Marías väster om Mexiko.
- P. l. maynardi -  endemisk för New Providence Island som tillhör Bahamas.
- P. l. minor - endemisk för ön Guadeloupe.
- † P. l. gloveralleni - förekom på Barbados, den sista individen iakttogs 1964, listas som utdöd.

Även det kontinentala beståndet delas upp i 19 underarter. Tvättbjörnens fyra minsta underarter, exempelvis Procyon lotor marinus, med en genomsnittlig vikt på 1,8-2,7 kg, förekommer alla utmed Floridas södra kust. De andra underarterna på fastlandet skiljer sig bara obetydligt vad gäller storlek, pälsfärg och andra fysiska kännetecken. De båda underarterna med det största utbredningsområdet är Procyon lotor lotor och Procyon lotor hirtus som båda har en jämförelsevis mörk päls med långa hår. Utbredningsområdet för P. l. lotor sträcker sig från South Carolina och Tennessee till södra Kanada. I öst möts dess utbredningsområde med utbredningsområdet för P. l. hirtus, som sträcker sig från Louisiana, Texas och New Mexico till södra Kanada.

## Utseende och anatomi

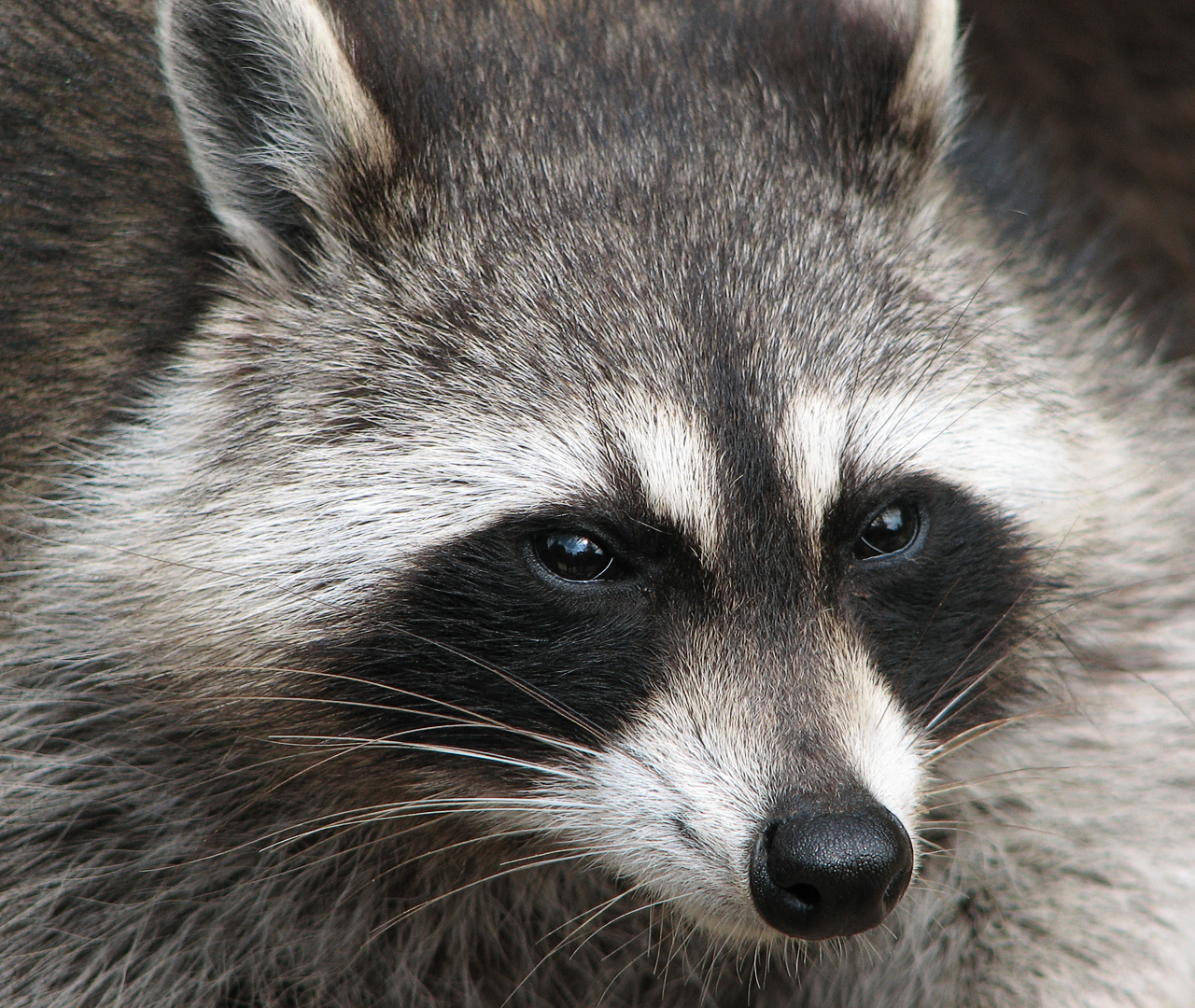
Den typiska ansiktsmasken.

Tvättbjörnen är 70–85 centimeter lång vilket inkluderar en 20–25 centimeter lång svart- och brunrandig svans. Vid skuldrorna är tvättbjörnen ungefär 25 centimeter hög. Det vuxna djuret väger vanligtvis 4–9 kilogram men vissa exemplar kan väga över 13 kilogram. hanar är oftast något tyngre (15 till 20 procent). Inför vinterdvalan kan de väga upp till 50 procent mer än normalvikten. Den kan då väga så mycket som 20 kilogram, även om detta är sällsynt bland vilt levande tvättbjörnar. Den tyngsta kända individen i naturen hade en vikt på 28,4 kilogram.
Karakteristiskt för arten är den svarta masken kring ögonen (som den har gemensam med bland annat mårdhund), som skiljer sig från resten av det ljusa ansiktet och öronen. Svansen har mörka ringar och liknar svansen hos ringsvanslemuren. Man antar att både ansiktsmasken och svansens kontrastrika teckning förenklar för tvättbjörnen att avläsa andra individers sinnesstämning genom att ansiktsuttryck och kroppshållning visuellt förstärks. Masken kan även minska risken för att djuret bländas av solljus och reflektioner i vatten, och förbättrar mörkerseendet. I övrigt är pälsens täckhår bruna eller gråaktiga. Mörkare tvättbjörnar förekommer huvudsakligen i Europa, eftersom de tidigare var eftertraktade i pälsfarmar och därför var överrepresenterade bland de som släpptes fria. Den täta underullen som utgör nästan 90 procent av hela pälsen isolerar mot kallt väder och består av 2 till 3 cm långa hår.
Tvättbjörnar går i normal passgång endast på fotsulorna varför de betecknas som hälgångare. Benen är jämförelsevis tunna och de kan inte göra några större hopp eller snabba rörelser. De kan ställa sig på bakfötterna och använda sina framfötter som gripverktyg. Tassarna har liksom hos primater fem fingrar som är omslutna av tunna valkar. Klorna är vassa och kan inte dras in. De är försedda med små hår som fungerar som känselorgan.
Djuret har 40 tänder som är anpassade till att de är allätare. Som hos andra rovdjur har hanarna ett penisben som mäter ungefär 10 centimeter och är böjt.

### Sinnen
Tvättbjörnen är färgblind. Dess syn fungerar ganska bra under gryning och skymning men i allmänhet har synen mindre betydelse då det främst är luktsinnet som används för orientering och kommunikation. För markering av reviret utnyttjar djuret, förutom urin och avföring, även speciella luktämnen som avsöndras av specifika analkörtlar. Hörseln är mycket välutvecklad och de förmår höra ljudet av en grävande daggmask i marken. Hörselomfånget sträcker sig från 50 hertz till 85 kilohertz.
Trots dessa egenskaper är känselsinnet det viktigaste hos tvättbjörnen och den undersöker föremål med tassarna för att bilda sig en uppfattning om dem.

## Utbredning

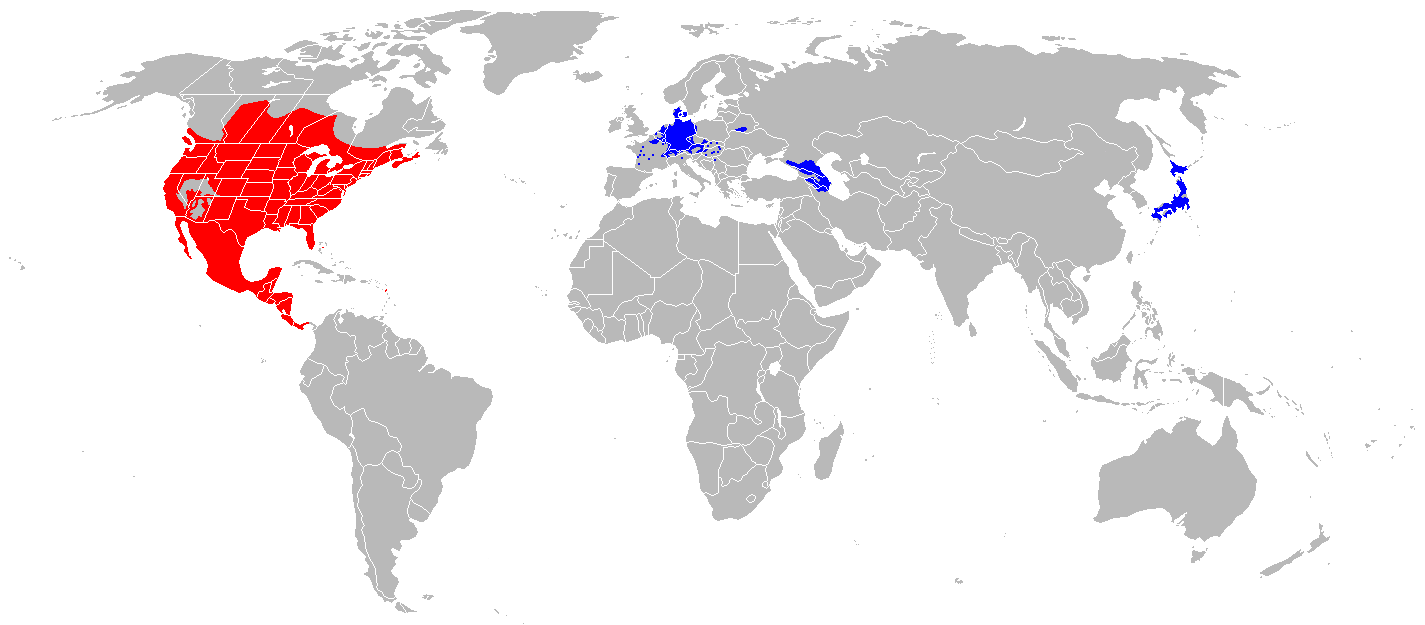
Tvättbjörnens utbredningsområde.
Rött - som inhemsk art
Blått - som introducerad art

Tvättbjörnens ursprungliga utbredningsområde är Central- och Nordamerika, det sträcker sig från Panama över Mexiko och hela Förenta Staterna till södra Kanada. Undantag är bara öken och de höga fjällen i Klippiga bergen. Enligt en studie från 2012 tillhör även några exemplar som undersöktes i Colombia arten. För att säkerställa uppgiften behövs en jämförelse med nordamerikanska individer.
Tvättbjörnen har introducerats till Europa, Kaukasus (till exempel Azerbajdzjan), Uzbekistan och Japan. Den europeiska populationen av tvättbjörn härstammar från förrymda och utsläppta individer från pälsfarmer. På grund av detta kategoriseras den huvudsakligen som en introducerad art, men i Tyskland kategoriseras den numera som inhemsk art. I stora delar av Tyskland finns numera stabila populationer. Det finns även bestånd i norra Frankrike. Anmärkningsvärt är att de flesta tvättbjörnar i Tyskland härstammar från två par som släpptes ut 1934 av en jägmästare i Hessen. Den andra tyska populationen uppkom 1945 när en pälsfarm i brandenburgiska Altlandsberg (nära Strausberg) skadades under en bombning och flera individer rymde. Fram till 2002 var båda dessa populationer skilda från varandra. Den 5 mars 2014 påträffades för första gången en vild tvättbjörn på svensk mark, den hittades död i Falsterbo i Skåne. Denna tvättbjörn är en av många som tagit sig från Tyskland till Danmark, och den här gången ända till Sverige. Sedan dess har det förekommit flera rapporter om att tvättbjörnar synts i Sverige.
De tidigaste uppgifterna om tvättbjörnar i urbana områden härstammar från 1920-talet, ifrån förorter till Cincinnati, Ohio. Vid 1950-talet fanns även populationer i Washington, Chicago och Toronto. Sedan 1960-talet har tvättbjörnar observerats i Kassel i Tyskland. Idag lever där 50 till 150 individer per kvadratkilometer, vilket är det tätaste beståndet i Europa.

## Ekologi

### Föda

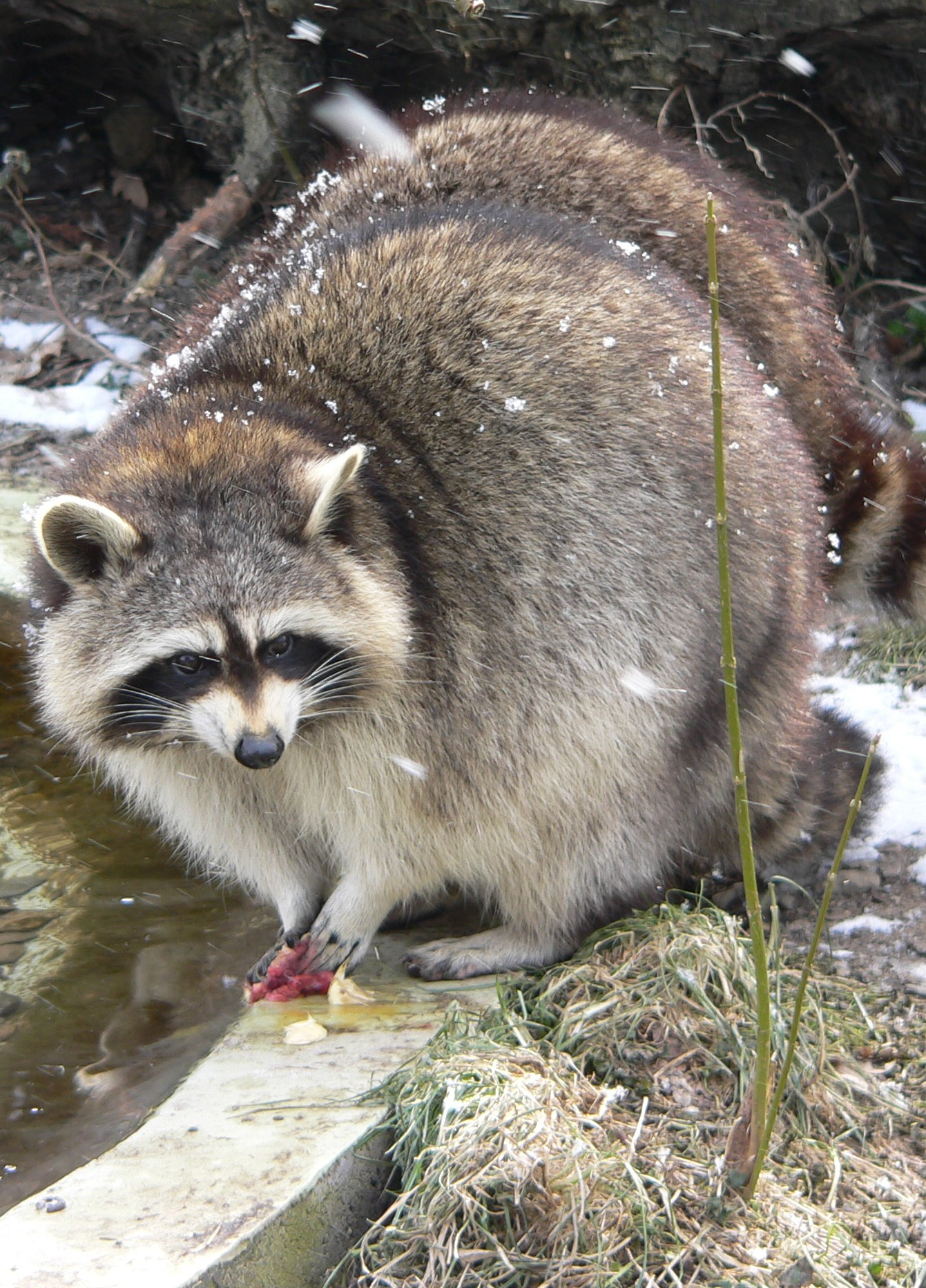
Tvättbjörn som "tvättar" sin föda

Tvättbjörnar är allätare och lever av en blandad diet av vegetabilier som bär, frukt, nötter och frön, ryggradslösa djur som insekter och maskar samt ryggradsdjur som fiskar, kräldjur, mindre däggdjur och fågelägg. På våren lever de mer av animalisk föda och under hösten huvudsakligen av vegetabilier. Under vintern kan de ha svårt att finna föda och i utbredningsområdets nordliga delar är tvättbjörnar mindre aktiva under denna period för att kompensera bristen på föda.
Tvättbjörnen uppvisar ett beteende vars orsaker länge var oklara för vetenskapen. Innan den äter doppar den födan i vatten, men även om vatten inte finns i närheten, doppar den ändå födan mot marken. Det är från detta beteende som den fått sitt svenska trivialnamn. Emellertid tvättar tvättbjörnen inte sin föda, även om det ser så ut: Först kastar den födan i vattnet och fiskar sedan upp den igen, varefter den undersöker födan grundligt. Beteendet bygger på en medfödd instinkt beroende på att djuret ofta lever på smådjur som lever i grunt vatten, som till exempel snäckor, kräftor, larver eller maskar. Man tolkar detta som ursprunget till djurets tvättbeteende; det verkar som om något först är tjänligt som föda för tvättbjörnen, efter att det har plockats upp ur vatten.

### Biotop
Tvättbjörnen föredrar löv- och blandskog som är rik på vattendrag, där det finns tillräckligt med föda och gömställen. De undviker öppna biotoper och behöver träd för att klättra upp i vid hot eller när de ska sova. Områden med bokar är dock inte lämpliga för tvättbjörnen då bokens bark är för mjuk för att klättra på. Tvättbjörnar är bra simmare och vistas ofta i närheten av floder eller sjöar. På grund av dess goda anpassningsförmåga sprider sig djuret i även till områden som tycks olämpliga, exempelvis stäpper, urbana miljöer, kustnära våtmarker, bergsområden och regioner som ligger långt norrut.

### Sovplatser
Tvättbjörnen är aktiv under gryningen och på natten vilket gör att man sällan ser dem i naturen. De är bra på att klättra och sover dagtid uppe i gamla träd. Vid vandringar vilar de även i buskar, i stenbrott och i övergivna bon av exempelvis grävling. Andra möjliga viloplatser är vägtrummor och tät undervegetation. Populationer i utbredningsområdets nordligare delar håller en slags vintervila som dock inte är en vinterdvala. Under denna viloperiod reduceras ämnesomsättningen men kroppstemperaturen är nästan konstant.

### Minnesförmåga
Studier har visat att tvättbjörnens inlärningsförmåga liknar rhesusapans. Den har en mycket väl utvecklad minnesförmåga, speciellt kopplad till känselsinnet. Försöksdjur har efter flera års träning kunnat öppna lås. Andra individer har kunnat upprepa uppgifter som de lärde sig tre år tidigare. Stanislas Dehaene beskriver i sin avhandling The number sense att tvättbjörnar kan skilja mellan behållare som rymmer två, tre eller fyra vindruvor.

### Socialt beteende

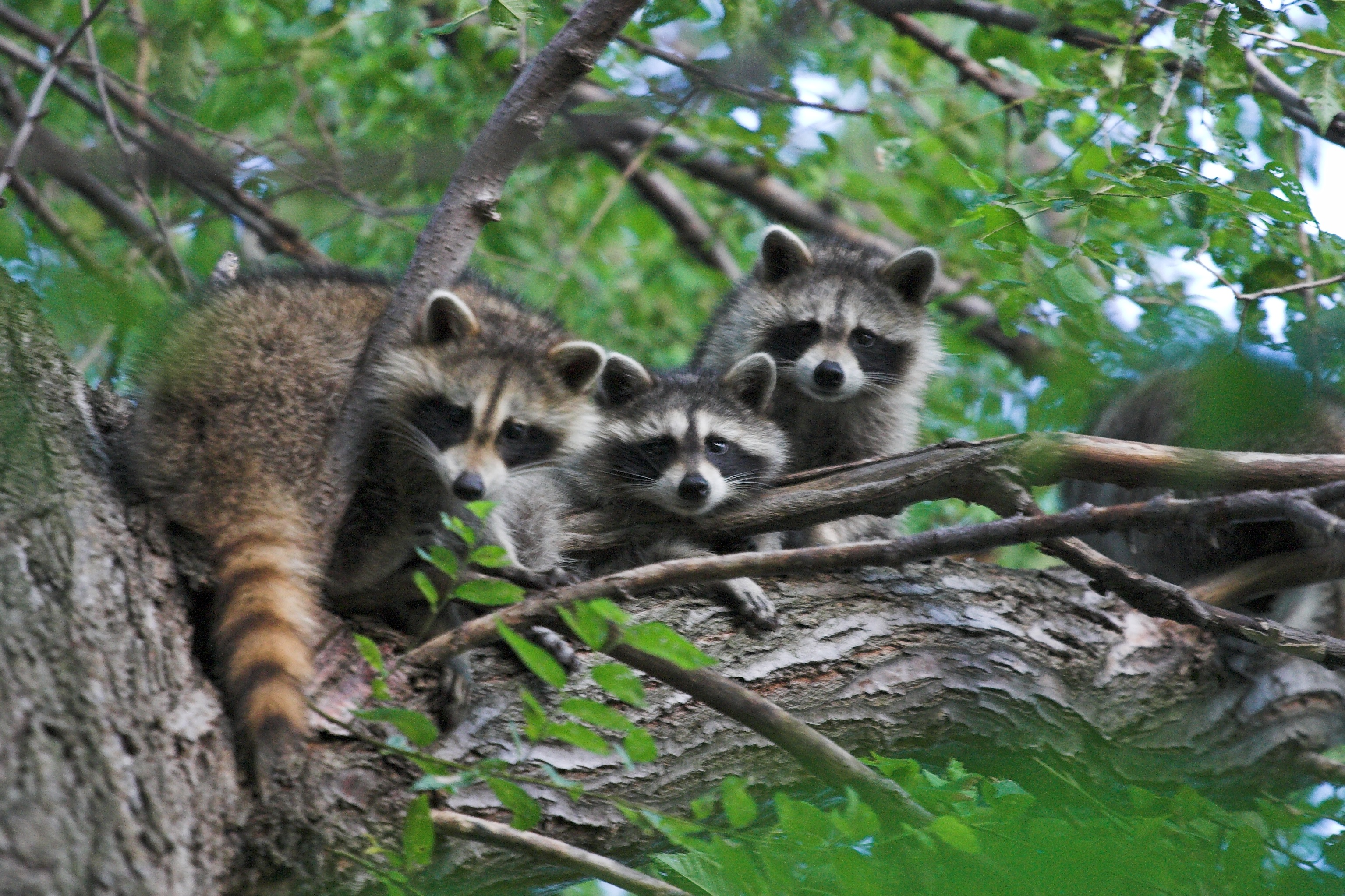
Tre tvättbjörnar i ett träd.

Studier i USA har klargjort att tvättbjörnen har ett utvecklat socialt beteende och inte lever ensamma, som man trodde tidigare. Besläktade honor delar ofta revir samt vilo- och födoplatser. Unga hanar lever ofta i grupper tillsammans. Grupperna består av två till fyra individer.
Utformningen och storleken av tvättbjörnens revir beror på individens ålder och kön samt på biotopens beskaffenhet. En vuxen tvättbjörn gör anspråk på ett revir som är mer än dubbelt så stort som ungdjurens revir. Revirstorleken på den för tvättbjörnen ogästvänliga prärien i North Dakota varierar mellan 7 och 50 km2 för hanar, respektive 2 och 16 km2 för honor, medan ett genomsnittligt revir vid Eriesjöns marskland bara är 0,49 km2 stort. När födotillgången är god, kan revir överlappa varandra, men det förekommer också strider, som i sällsynta fall leder till smärre skador. Vid sovplatser eller andra specifika platser utbyter tvättbjörnar information genom att utsöndra luktämnen.

### Fortplantning

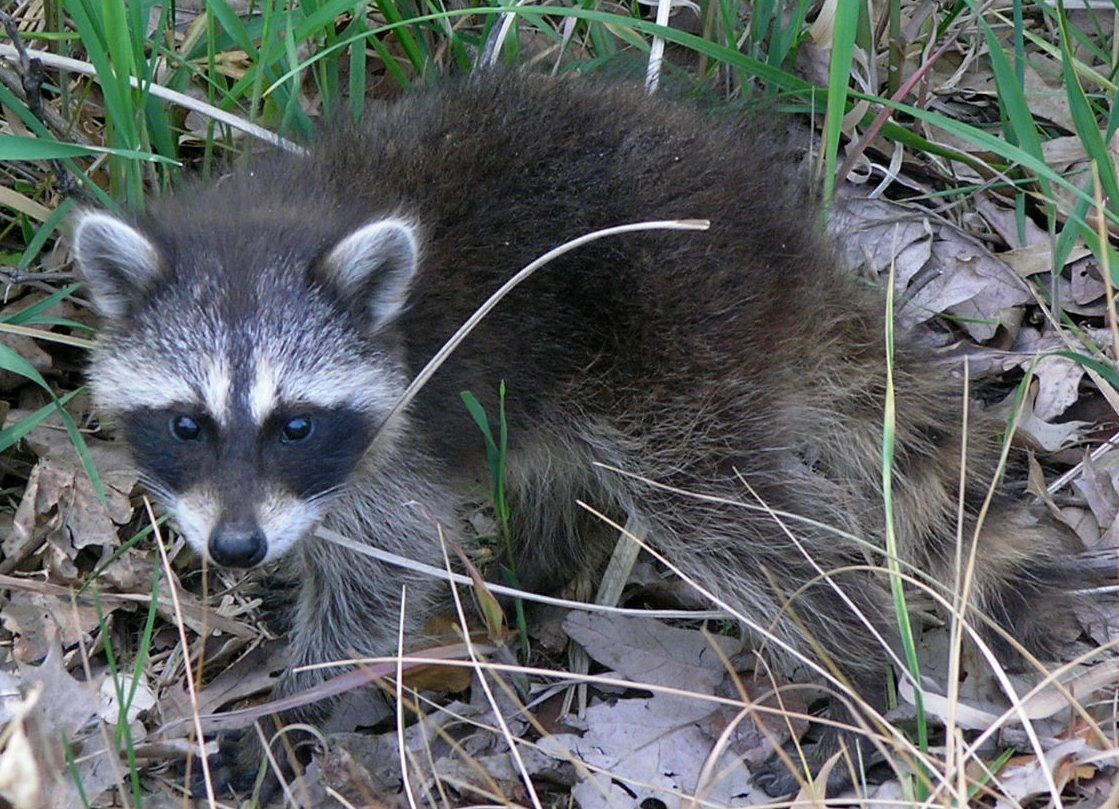
En cirka åtta veckor gammal unge.

Parningen sker när dagarnas längd ökar, vanligen från slutet av januari till mitten av mars. Det finns dock stora regionala skillnader som inte helt kan förklaras med solljusets påverkan. Till exempel parar sig tvättbjörnar i USA:s södra stater senare än genomsnittet, och i kanadensiska Manitoba sker de flesta parningar senare än i mars, och parningsperioden pågår här fram till juni. Under parningstiden strövar hanarna genom sitt revir och letar efter honor. Hanen försöker eskortera honan under de tre-fyra dagar när hon är parningsberedd. Paren träffas vanligen vid centrala mötesplatser. Parningen omfattar förspel, parningsakt och vilopauser, vilket upprepas, ibland under flera nätter. En del honor parar sig med flera hanar. De undergivna hanarna i gruppen får troligen också tillfälle att para sig då den dominerande hanen inte kan para sig med alla tillgängliga honor. När honan inte blir dräktig vid första tillfället eller när hon förlorar sina ungar tidigt, blir hon i vissa fall åter parningsberedd efter 80 till 140 dagar.
Efter parningen lever honan återigen ensam. Dräktigheten varar vanligtvis 63 till 65 dagars, men allt mellan 54 och 70 dagar har rapporterats, och hon föder två till fem ungar. Stora kullar är vanligast i regioner med hög mortalitet, vilket kan bero på högt jakttryck eller kalla vintrar. Ungarna är vid födelsen blinda och täckta med gulaktiga fjun. De cirka tio centimeter långa ungarna väger 65-75 gram. Första månaden lever de bara av modersmjölk. Efter två till tre veckor öppnar de ögonen. När de är sex till nio veckor, och väger ungefär ett kilogram, lämnar ungarna boet men fortsätter dia i en till två månader till. På hösten skiljs de långsamt från modern. Honor blir vanligtvis könsmogna ungefär ett år senare men för hanarna tar det något längre tid. Medan honorna vanligtvis bosätter sig i närheten av födelseplatsen, letar hanarna efter ett revir längre bort. Det antas vara ett instinktivt beteende för att undvika inavel. I kalla regioner kan honan dela sitt bo med ungarna under den första vintern.

### Livslängd

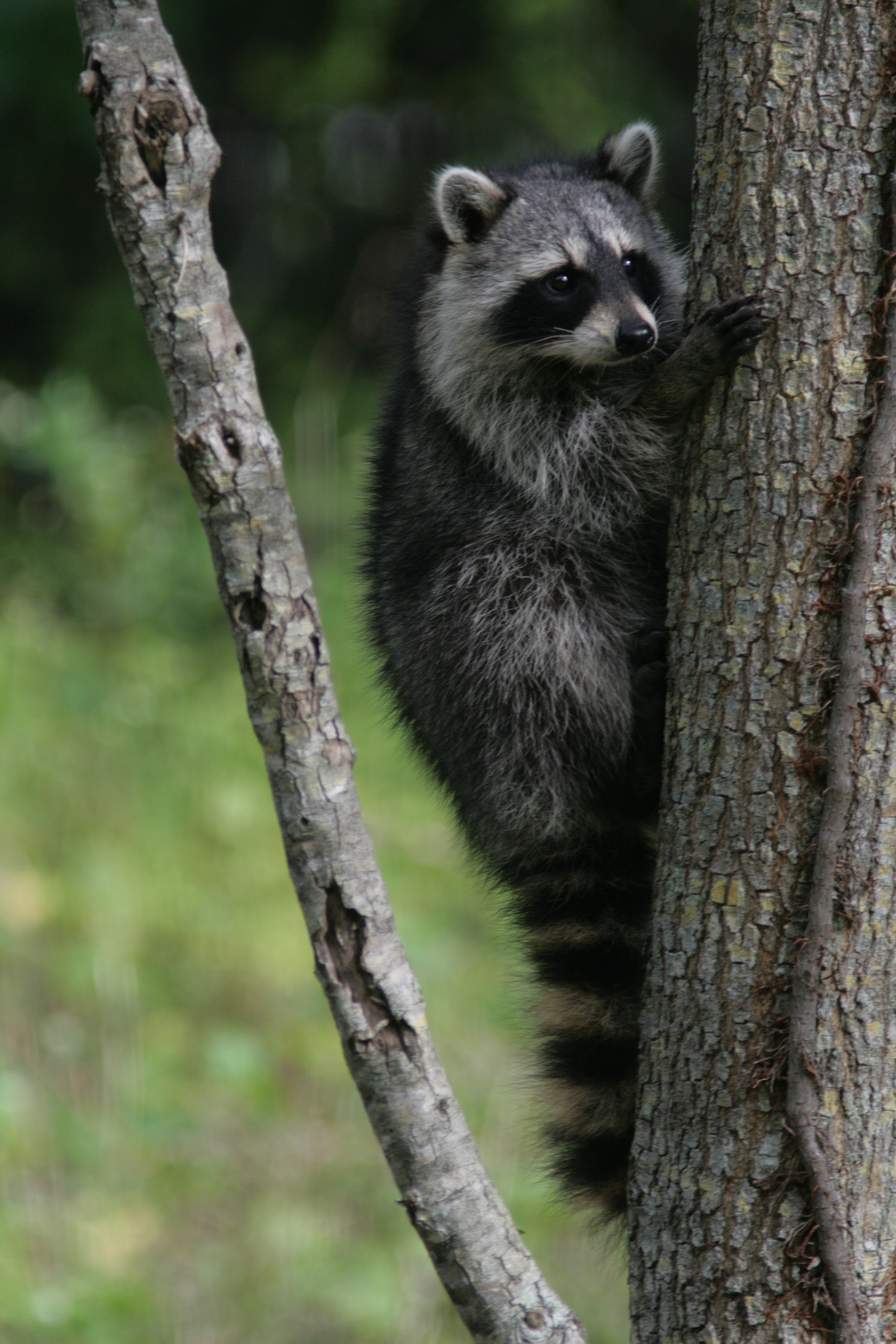
Tvättbjörn i ett träd.

I fångenskap kan tvättbjörnen uppnå en ålder av 20 år, men i naturen blir de sällan äldre än 12 år. Unga tvättbjörnar har en ganska hög mortalitet varför artens genomsnittliga livslängd ligger på mellan 1,3 och 3 år. Det är inte ovanligt att bara hälften av alla ungar som föddes under ett visst år överlever ett helt år. Sedan minskar den årliga dödligheten med 10 till 30 procent. Unga tvättbjörnar är känsliga när de förlorar sin moder eller när de utsatts för svält, särskilt under kalla och långa vintrar. En av de vanligaste dödsorsakerna i Nordamerika är valpsjukan, som kan bli en epidemi och som kan utrota en hel population i ett begränsat område. I regioner som kännetecknas av mycket fordonstrafik och utsträckt jakt på tvättbjörnar kan trafikoffer och jaktoffer utgöra 90 procent av alla omkomna vuxna tvättbjörnar. Naturliga fiender som rödlo och prärievarg spelar en mindre roll, särskilt då de på flera platser utrotats.

### Ekologi i urbana områden
Tvättbjörnar kan bosätta sig och leva i urbana områden. De föredrar skogrika områden, med ängsmark i närheten av tätorter. Ett vanligt revir kan vara flera kvadratkilometer stort (se ovan), men vid tätorter minskar storleken till endast 3 till 40 hektar för honor och 8 till 80 hektar för hanar. Vid tätorter ligger reviren också tätare. Detta beror huvudsakligen på det stora utbudet av föda. Köksavfall, rester av djurfoder och komposthögar är goda källor till föda. Sedan finns också ett stort antal sov- och födelseplatser. Här föredrar tvättbjörnen stugor, garage och övergivna hus, men den använder också vindar, skorstenar och liknande. För att komma in i huset klättrar den upp för stuprör och närliggande träd.
Sammanfattningsvis kan man säga att de inte ställer några höga krav på föda och boplatser och har lätt att anpassa sig. Därför har de stora framgångar med att bosätta sig i nya områden.

## Tvättbjörnen och människan

### Konflikter i urbana områden

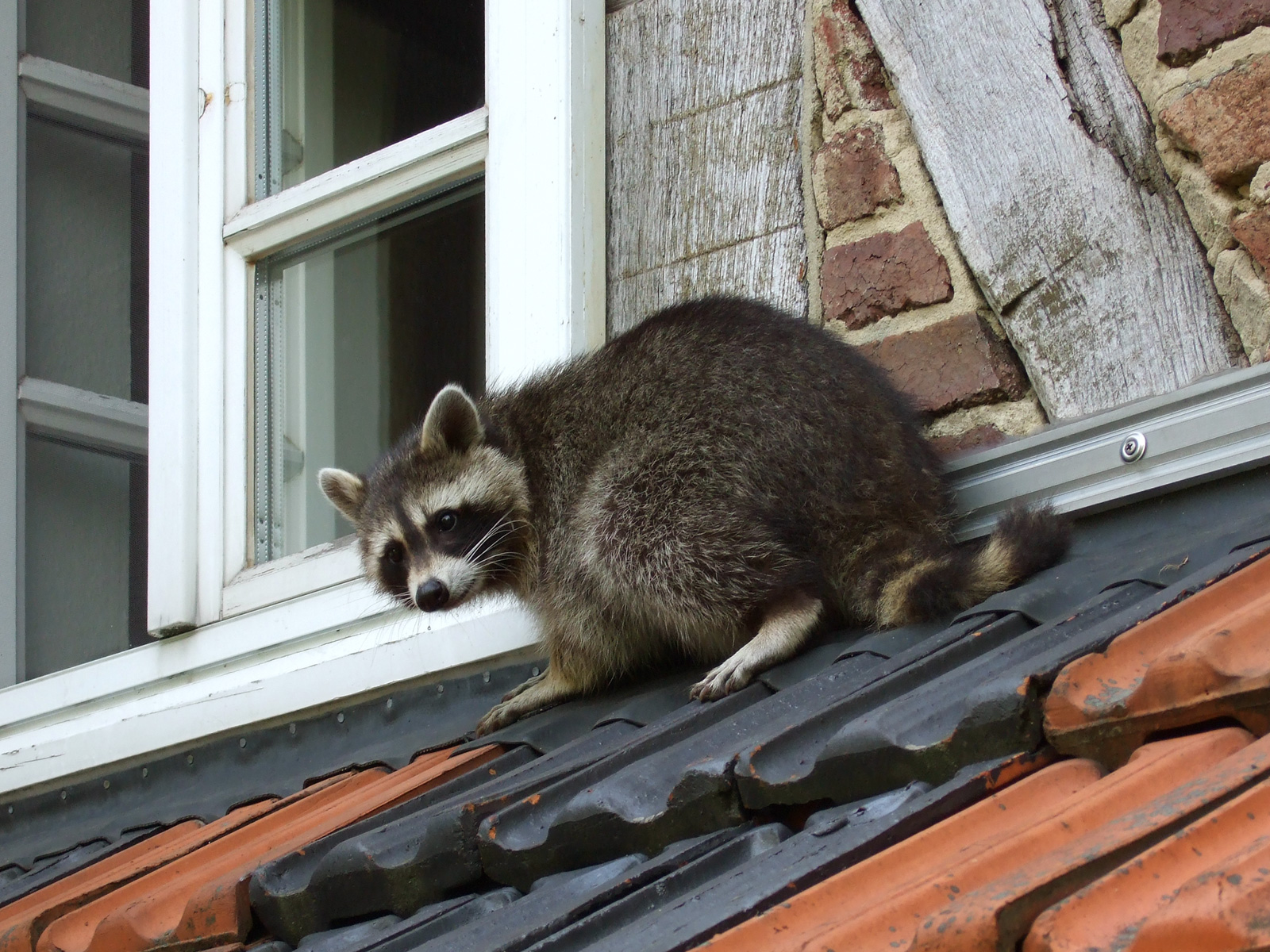
Tvättbjörn på hustak i Hessen, Tyskland

Förhållningssättet till tvättbjörnar i människans närhet varierar. Vissa uppskattar dessa djur och ger dem föda medan andra ogillar deras framfart i urbana miljöer. Experter och myndigheter avråder ofta från att utfodra tvättbjörnar men det finns också böcker med råd hur dessa djur kan matas. Medan tömda fruktträd och genomrotade soptunnor vanligtvis ter sig ganska harmlöst är intrång och skadegörelse i hus och andra lokaler ett större problem. Det tjänar nästan inget till att fånga eller döda enskilda djur. Bättre är att skydda sig och sitt hus i förväg, till exempel genom att avlägsna trädgrenar som finns i husets närhet eller genom galler i fönstren.

### Roll som sjukdomsspridare
Liksom alla vilda djur kan tvättbjörnar bära på olika parasiter och olika sjukdomar. Här skiljer sig typerna av parasiter och infektioner mellan till exempel USA och Europa. I mellersta Tyskland har exempelvis cirka 70 procent en parasitisk mask som lever i tvättbjörnens tunntarm. Huvudsakligen i Amerika kan tvättbjörnen bära på en speciell form av rabies som uppkom under 1950-talet i Florida och Georgia. Den sjukdomen har bara uppträtt vid enstaka tillfällen i Europa. I USA rapporteras ett känt fall där en människa avlidit efter kontakt med rabies-smittad tvättbjörn.

### Olämplig som husdjur
Många människor uppfattar tvättbjörnar, speciellt ungarna, som söta. Eftersom de inte är domesticerade är de mycket olämpliga som husdjur. Även djur som lever länge tillsammans med människor biter och klöser när de känner sig hotade. Vuxna hanar måste kastreras för att klara av att hållas i fångenskap men det kan ändå vara svårt att hålla dem i bur. I flera delstater i USA och Tyskland behövs tillstånd från myndigheterna. Tvättbjörnens nyfikenhet resulterar ofta i stor förstörelse när de inte hålls under uppsikt. På grund av sin intelligens och smidiga framben, kan även oerfarna tvättbjörnar lätt skruva upp burkar, korka upp flaskor och öppna dörrspärrar.
I EU är det förbjudet att hålla tvättbjörnar som husdjur eftersom den klassas som en invasiv art.

### I mytologi och kultur

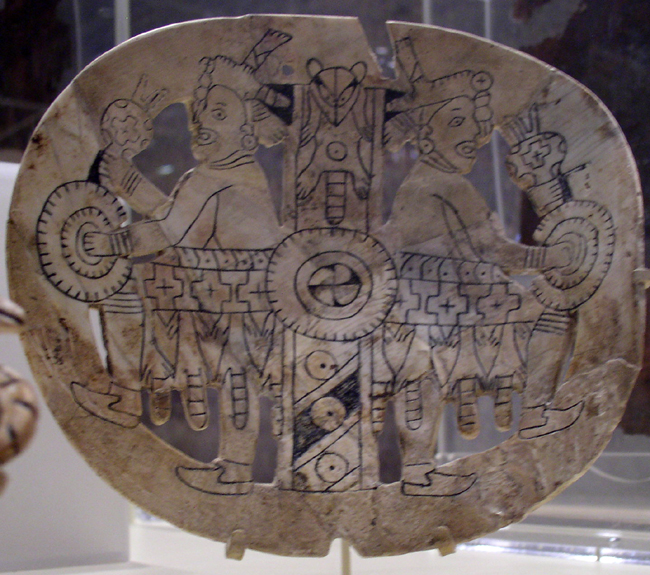
Tvättbjörnskinnspäls som bärs av ursprungsamerikanska präster, här avbildat på musselskal som var vanliga smycken.

Tvättbjörnen har stor betydelse i ursprungsamerikansk mytologi. I sagor och berättelser beskrivs ofta dess goda förmåga att fånga kräftor. I andra sagor hade tvättbjörnen ofta funktionen som trickster som lurade andra djur som prärievargar eller vargar. Folkgruppen Sioux trodde att tvättbjörnen hade övernaturliga krafter och artens ansiktsmask återgavs i ansiktsmålningar med svart-vita tecken när Siouxerna utförde rituella aktiviteter för att ta kontakt med andarna. Aztekerna tillskrev främst honorna övernaturliga krafter. På grund av honornas starka engagemang för ungarna jämfördes de med kloka gummor i ursprungsamerikanernas samhälle. Det engelska namnet för tvättbjörnen, raccoon, härstammar från ordet aroughcun eller ahrah-koon-em, som skapades av algonkinerna och betyder ungefär "den som skrapar med händerna".
En historiskt känd tvättbjörn är "Sjupp" som Carl von Linné fick som present av kronprins Adolf Fredrik.
Det finns många berättelser om kattrasen Maine Coon, dess ursprung och tänkta förhållande till tvättbjörnen. Amerikanska nybyggare spekulerade i att dessa katter måste ha uppstått då en tvättbjörn parade sig med en katt. Eftersom tvättbjörn kallades för "Racoon" i området där katten först observerades, och man befann sig i staten Maine, fick katten trivialnamnet Maine Coon. En hybrid mellan en katt och tvättbjörn är dock en biologisk omöjlighet.
I samtida kulturyttringar förekommer tvättbjörnen främst i barn- och ungdomslitteratur. Den amerikanske författaren Sterling North beskriver i sin bok Min tvättbjörn Slarver hur han som barn födde upp en tvättbjörn under första världskriget. Sedan 1980-talet har det förekommit ett antal mer eller mindre antropomorfa tvättbjörnar i filmer och andra massmedier, som i den kanadensiska tecknade serien The Raccoons,  i den tecknade filmen På andra sidan häcken  och i videospelet Sly Raccoon.

### Jakt och uppfödning

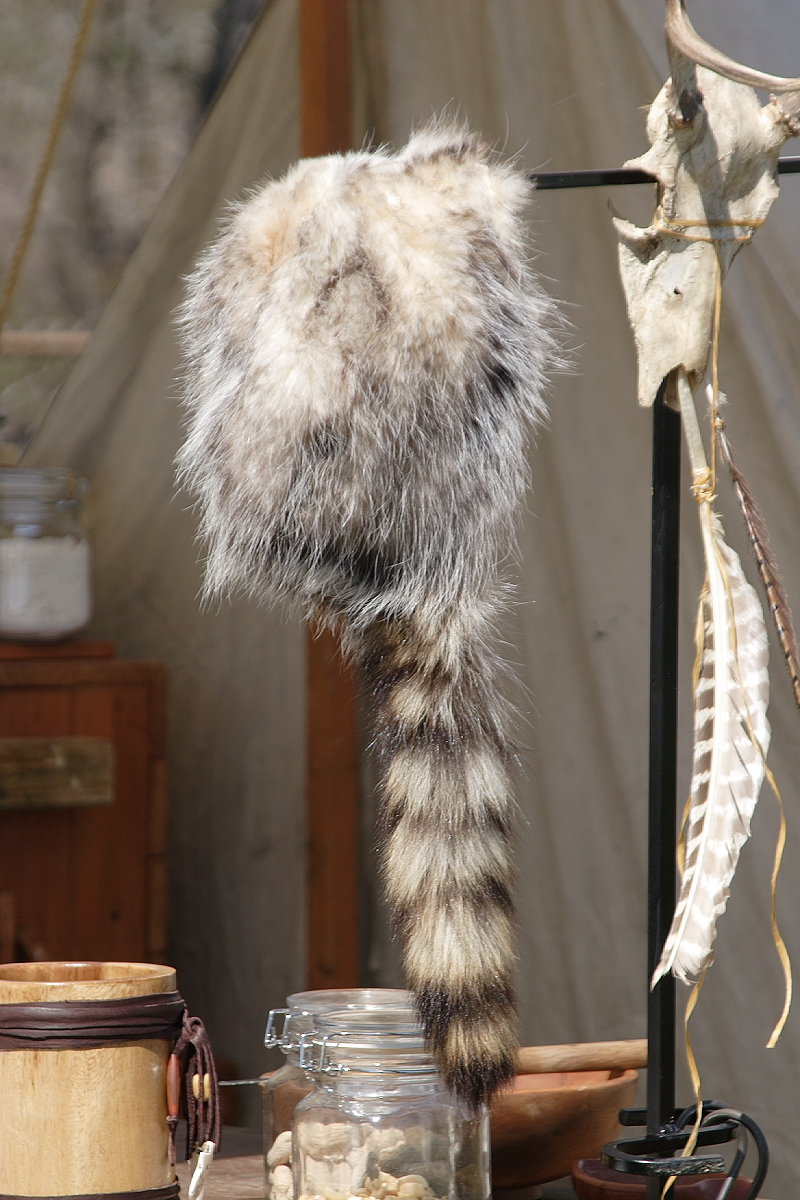
En klassisk trappermössa gjord av tvättbjörnspäls.

Tvättbjörnen har jagats för sin päls skull. Pälsen, som kallas "sjubb", används till jackor och mössor, som den typiska trappermössan. En annan känd huvudbonad av tvättbjörnspäls används av det brittiska Royal Regiment of Fusiliers (RRF) men betecknas felaktig som sealskin (sälskinn). Nordamerikas ursprungsbefolkning använde pälsen till vinterkläder och svansen som ornament. Sedan slutet av 1700-talet avlade man i USA fram härdiga jakthundar vilka hade förmåga att driva tvättbjörnar upp i träd och hålla bytet kvar där tills jägaren kom fram. Dessa hundraser kallas coonhound. Under 1800-talet användes tvättbjörnspäls ibland som betalningsmedel i Förenta staterna och varje år dödades tusentals individer. Under tidiga 1900-talet ökade antalet dödade tvättbjörnar ännu mer när pälsjackor blev populära bland bilister. Omkring 1920 blev jackor av tvättbjörnspäls en statussymbol för collegestudenter.
Försök att föda upp tvättbjörnar i pälsfarmer, som gjordes under 1920- och 1930-talet i Nordamerika och Europa, men detta visade sig inte vara lönsamt och försöken gavs upp helt när priserna för långhåriga pälsar sjönk under 1940-talet. Under 1930-talet blev vilda tvättbjörnar mer sällsynta. Under jaktsäsongen 1934/35 fälldes dock fortfarande ungefär 388 000 individer. Under 1940-talet ökade beståndet igen. Säsongen 1946/47 fälldes cirka en miljon individer och under säsongen 1962/63 ungefär två miljoner individer. 1976/77 fälldes 5,2 miljoner individer vilket hittills är det största antalet fällda tvättbjörnar under en jaktsäsong. Antalet fällda djur minskade sedan till mellan 3,2-4,7 miljoner individer under största delen av 1980-talet. 1982 kostade en tvättbjörnspäls genomsnittligen $20. Under första hälften av 1990-talet dödades bara 0,9-1,9 miljoner tvättbjörnar under en vanlig jaktsäsong på grund av sjunkande priser för pälsen. Idag utförs jakt på tvättbjörnar i Förenta staterna främst på natten med de beskrivna hundraserna.

## Hot och status
Det finns inga större hot mot tvättbjörnen som art, och hela beståndet ökar på grund av artens goda anpassningsförmåga. I viss mån förekommer jakt med gevär och fällor för pälsens skull. Dessutom faller individerna ibland offer för trafikolyckor och utlagt gift men det hela kompenseras av tvättbjörnens stora population och utbredningsområde. IUCN listar arten därför som livskraftig (least concern).